# Terbregseweg
Terbregseweg is een "nooit geopend station" op de Spoorlijn Utrecht - Rotterdam. Het lag in het oosten van Rotterdam, aan de zogeheten Ceintuurbaan.
Op diverse plaatsen staat deze locatie online en offline ten onrechte vermeld als stopplaats.